# Чибијана (Белуно)
Чибијана (итал. Cibiana) је насеље у Италији у округу Белуно, региону Венето.
Према процени из 2011. у насељу је живело 156 становника. Насеље се налази на надморској висини од 1026 м.